# Zentrum (Tübingen)

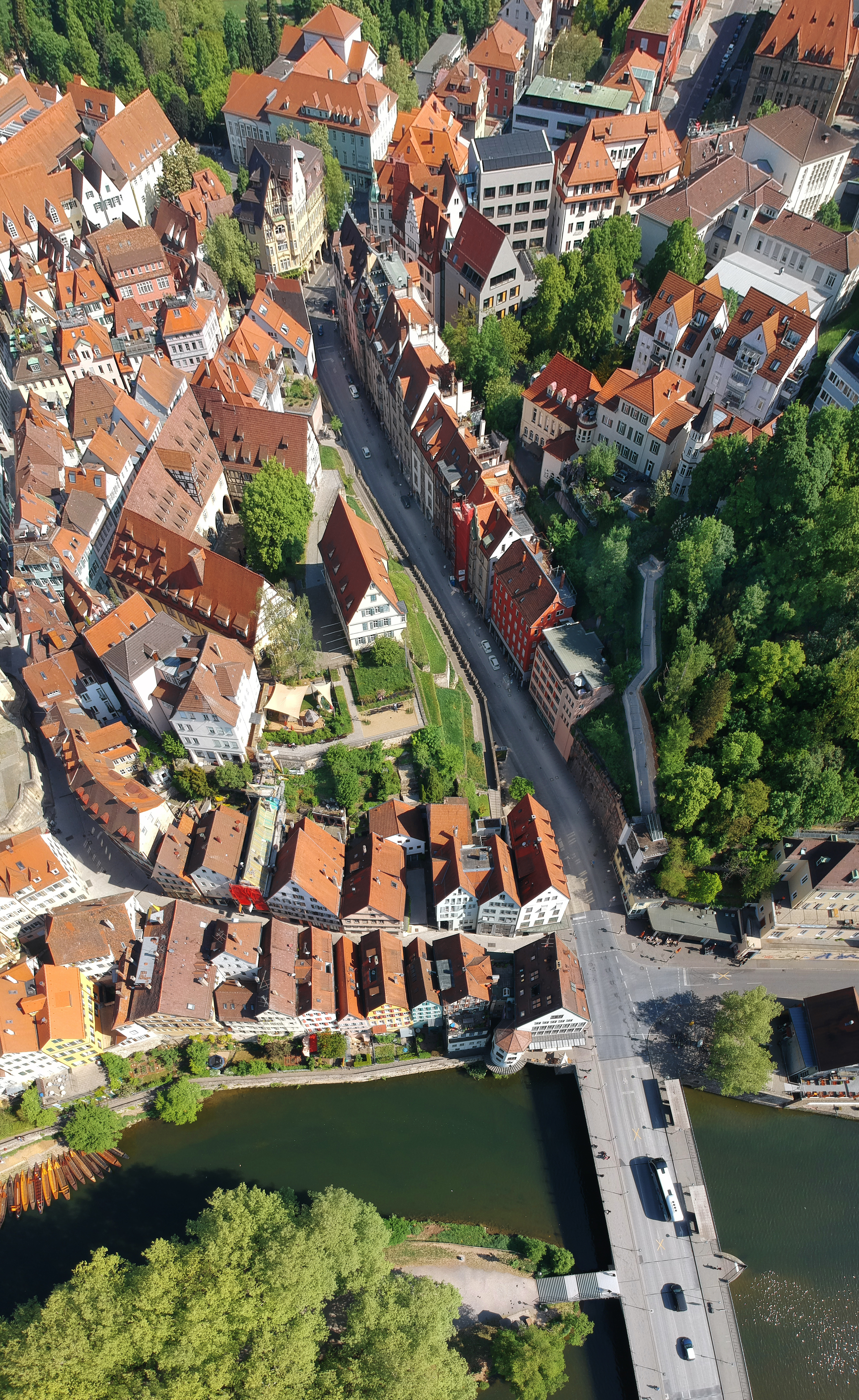
Luftbild Mühlstraße und Eberhardsbrücke

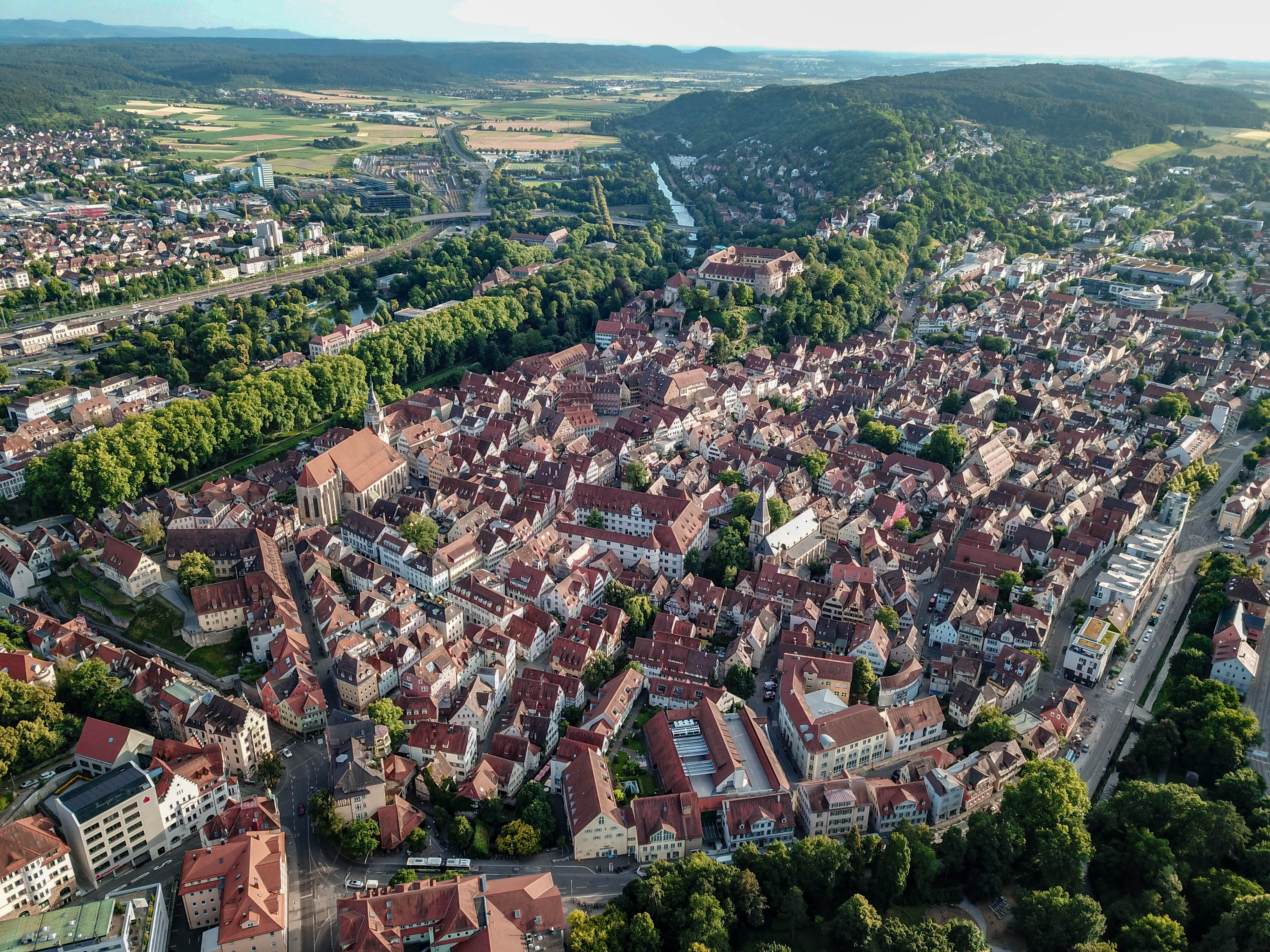
Luftbild von Nordosten

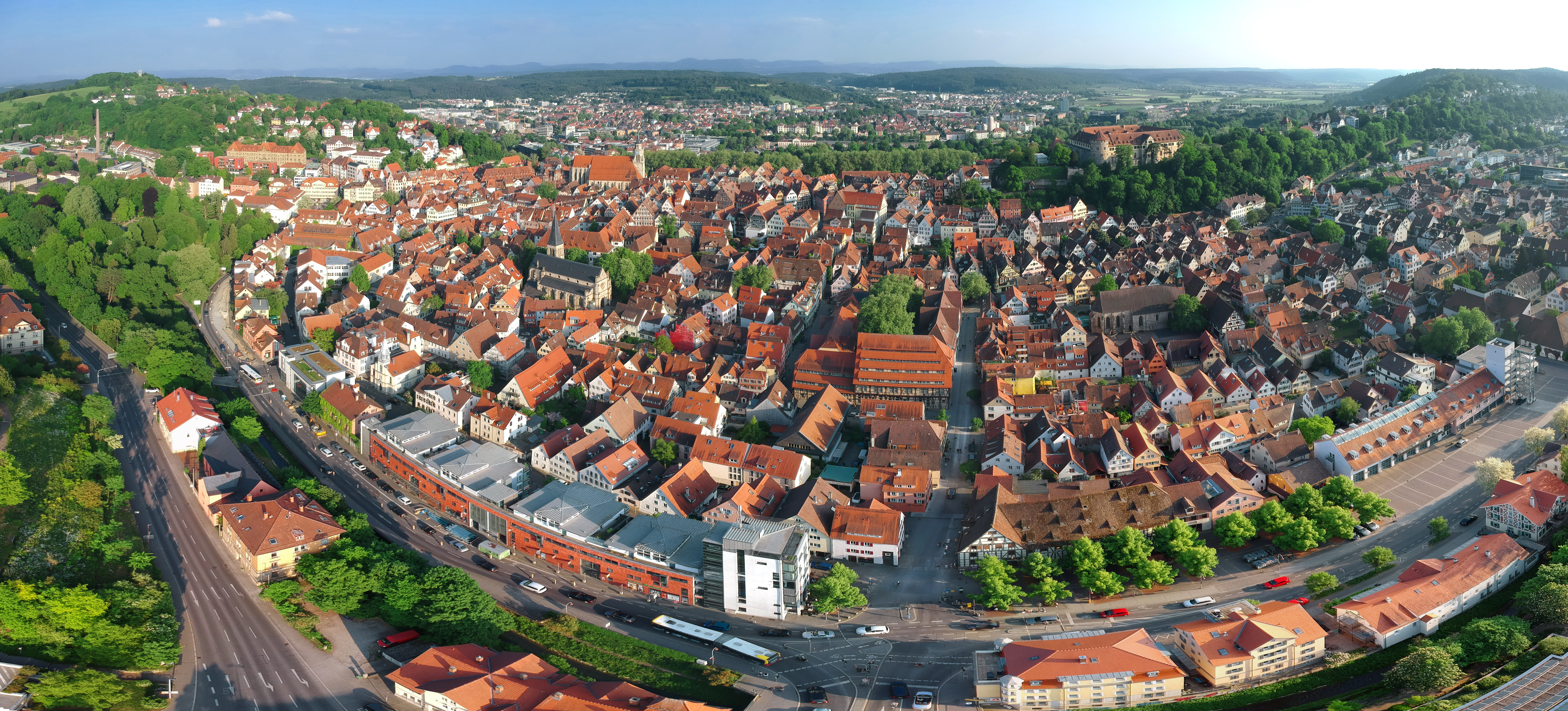
Luftbild mit Panoramaeffekt von Norden

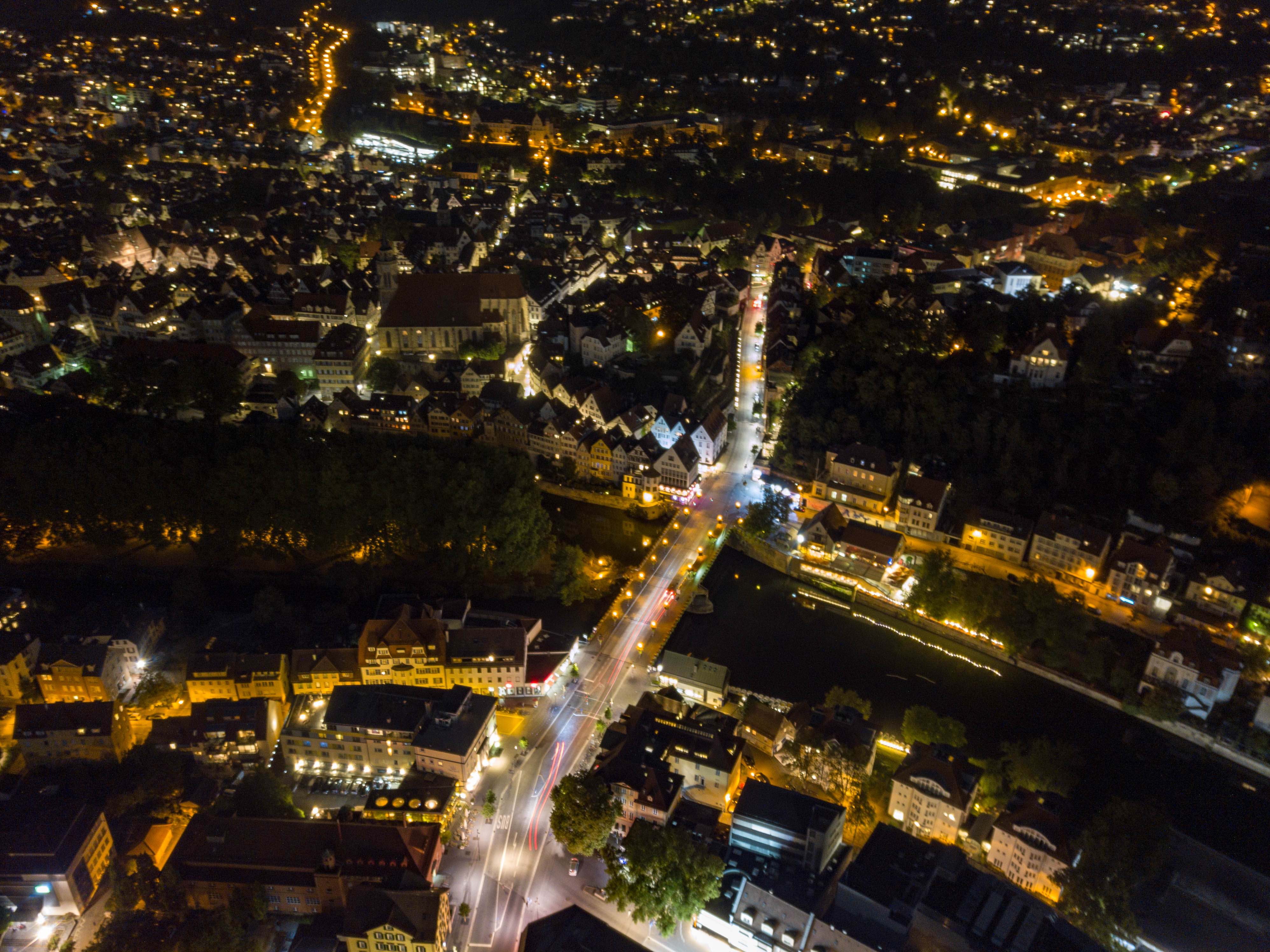
Neckarfront bei Nacht aus der Luft

Zentrum ist ein Stadtteil der Universitätsstadt Tübingen. Der Stadtteil umfasst die historische Altstadt und den Bereich südlich des Neckars bis zur Eisenbahnlinie. Im Volksmund spricht man auch von der Innenstadt, was sich aber nicht unbedingt genau mit diesem Stadtteil deckt.

## Lage
Er wird westlich durch die B 28 und nördlich durch die Ammer von der Weststadt abgegrenzt. Die Grenze zum Stadtteil Universität bildet nördlich ebenfalls die Ammer. Die östliche Begrenzung zum Stadtteil Österberg ist die Mühlstraße und zum Stadtteil Au/Unterer Wert die Steinlach-Mündung. Die südliche Abgrenzung zur Südstadt bildet die Bahnstrecke Plochingen–Immendingen.

## Struktur

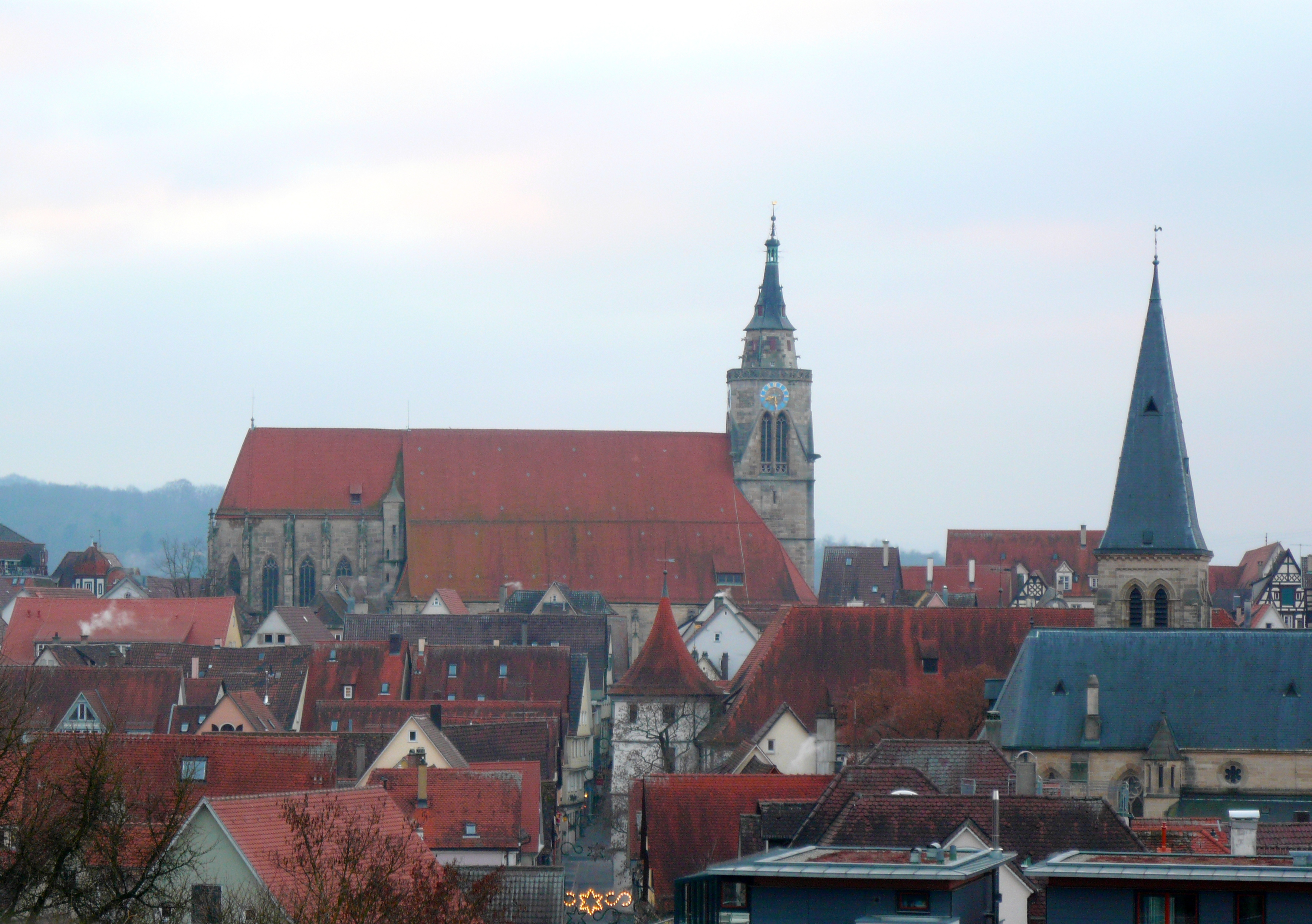
Die Stiftskirche von Norden, rechts im Vordergrund die Johanneskirche

In der Innenstadt sind in den Erdgeschossen der meisten Gebäuden viele Läden, Handwerksbetriebe und Gaststätten, in den Obergeschossen oft Wohnungen neben Büros und Arztpraxen. Die Innenstadt wird durch den Neckar durchschnitten. Über den Fluss führen zwei Brücken, die Neckar- oder Eberhardsbrücke und die Alleenbrücke. Im südlichen Teil der Innenstadt befinden sich der Tübinger Hauptbahnhof, der Omnibusbahnhof und die Städtischen Anlagen mit dem Anlagensee. Außerdem befinden sich in der Innenstadt drei Gymnasien, das naturwissenschaftlich ausgerichtete Kepler-Gymnasium, das Uhland-Gymnasium und das Wildermuth-Gymnasium sowie die Grundschule Innenstadt.

## Sehenswürdigkeiten
Als von Weitem her sichtbare Landmarke stellt die Stiftskirche von 1470 in der Nähe des Marktplatzes das Zentrum von Tübingen dar.
Als bedeutende Bauwerke stehen am nördlichen Neckarufer der Hölderlinturm und nahe der Neckarbrücke das Uhlandbad. Darüber hinaus besitzt die Innenstadt viele weitere erwähnenswerte Bauten und Anlagen: z. B. das Schloss Hohentübingen, das Evangelische Stift, das Wilhelmsstift, das Rathaus, die Jakobuskirche, die Johanneskirche, das Nonnenhaus, das Stadtmuseum im Kornhaus sowie die Neckarinsel.